# Les Kiriki, acrobates japonais
Les Kiriki, acrobates japonais és una pel·lícula muda francesa dirigida per Segundo de Chomón, estrenada el 1907 sobre una família de falsos acrobates japonesos.
L'any 2007, el curtmetratge va ser inclòs en una antologia de pel·lícules mudes en DVD titulada Crazy Cinématographe: Europäisches Jahrmarktkino 1896-1916 publicada per Edition Filmmuseum, produïda per la Cinémathèque de la Ville de Luxembourg i per la Medienwissenschaft der Universität Trier.

## Sinopsi
Onze persones (4 homes, 4 dones, 2 adolescents, 1 nen), vestides de japonès, s'apropen i s'inclinen davant de la càmera per saludar el públic del cinema. Llavors realitzen una dotzena d'ascensors acrobàtics que desafien les lleis de la gravetat. Aleshores s'inclinen i surten del camp.

## Anàlisi
Després d'haver treballat a Espanya, Chomón es va sentir atret a França per Charles Pathé que el considerava un possible competidor de Georges Méliès. De fet, s'havia especialitzat en efectes especials, i en desenvoluparà diversos.

Aquí, a part de la presentació dels acròbates davant un fons negre i elements decoratius japonesos, tots els altres plans es filmen amb una càmera instal·lada a dalt d'una plataforma (bastida), immersió total, l'eix del pla de la seva lent és vertical. Els acròbates aquesta vegada estan estirats a terra pintats de negre, als quals hem afegit els elements decoratius estirats. Els anomenats acròbates es retorcen per realitzar elevacions acrobàtiques impressionants que, però, no presenten cap risc ja que tots estan estirats a terra. Així és com un nen suporta en extensió quatre homes el pes dels quals el trencaria a trossos si no hi hagués aquest truc. Penúltima fantasia: el nen porta amb negligència una barra a l'espatlla sobre la qual es troben els quatre homes, trontollant per fer creure que té problemes per mantenir l'equilibri. 
| « | Els actors, no més acròbates que ningú, es retorcen estirats a terra i fan gestes de força absolutament sorprenents, no cal dir-ho, com aquella on el més petit, un nen, porta al cap la pila en forma d'arbre de Nadal, de tota la seva família, deu persones ben alimentades. | » |